# FC Bayern München în sezonul 2011-2012

### Bundesliga
Sezonul 2011-2012 a început pe data de 7 august 2011 când Bayern a jucat meciul de debut contra Mönchengladbach.

## Echipa din sezonul 2011-2012
| Echipa din Sezonul 2011-12   | Echipa din Sezonul 2011-12            | Echipa din Sezonul 2011-12 | Echipa din Sezonul 2011-12 | Echipa din Sezonul 2011-12 | Echipa din Sezonul 2011-12 | Echipa din Sezonul 2011-12 | Echipa din Sezonul 2011-12 | Echipa din Sezonul 2011-12 | Echipa din Sezonul 2011-12 | Echipa din Sezonul 2011-12 | Echipa din Sezonul 2011-12 |
| ---------------------------- | ------------------------------------- | -------------------------- | -------------------------- | -------------------------- | -------------------------- | -------------------------- | -------------------------- | -------------------------- | -------------------------- | -------------------------- | -------------------------- |
| Nr.                          | Jucător                               | Naționalitate              | Data nașterii              | la Bayern din              | Fostul Club                | Meciuri BL                 | BL goluri                  | Meciuri Cupă               | Goluri în Cupă             | Meciuri în CL              | Goluri CL                  |
| Portari                      |                                       |                            |                            |                            |                            |                            |                            |                            |                            |                            |                            |
| 1                            | Manuel Neuer                          | German                     | 1986 martie 27             | 2011                       | FC Schalke 04              | 4                          | 0                          | 1                          | 0                          | 2                          | 0                          |
| 22                           | Hans-Jörg Butt                        | German                     | 1974 mai 28                | 2008                       | S.L. Benfica               | 0                          | 0                          | 0                          | 0                          | 0                          | 0                          |
| 24                           | Maximilian Riedmüller                 | German                     | 1988 ianuarie 4            | 2008                       | SV Heimstetten             | 0                          | 0                          | 0                          | 0                          | 0                          | 0                          |
| 32                           | Rouven Sattelmaier                    | German                     | 1987 august 7              | 2010                       | Regensburg                 | 0                          | 0                          | 0                          | 0                          | 0                          | 0                          |
| Fundași                      |                                       |                            |                            |                            |                            |                            |                            |                            |                            |                            |                            |
| 2                            | Breno                                 | Brazilian                  | 1989 octombrie 13          | 2008                       | São Paulo                  | 0                          | 0                          | 0                          | 0                          | 0                          | 0                          |
| 5                            | Daniel Van Buyten                     | Belgen                     | 1978 februarie 7           | 2006                       | Hamburg                    | 2(1)                       | 1                          | 0(1)                       | 0                          | 1                          | 0                          |
| 13                           | Rafinha                               | Brazilian                  | 1985 septembrie 7          | 2011                       | Genoa CFC                  | 3                          | 0                          | 1                          | 0                          | 1                          | 0                          |
| 17                           | Jérôme Boateng                        | German                     | 1988 septembrie 3          | 2011                       | Manchester City            | 3                          | 0                          | 1                          | 0                          | 2                          | 0                          |
| 21                           | Philipp Lahm (captain)                | German                     | 1983 noiembrie 11          | 1995                       | Junior Team                | 4                          | 0                          | 1                          | 0                          | 2                          | 0                          |
| 26                           | Diego Contento                        | German                     | 1990 mai 1                 | 1995                       | Junior Team                | 0                          | 0                          | 0                          | 0                          | 0                          | 0                          |
| 28                           | Holger Badstuber                      | German                     | 1989 martie 13             | 2002                       | Junior Team                | 4                          | 0                          | 1                          | 0                          | 2                          | 0                          |
| Mijlocași                    |                                       |                            |                            |                            |                            |                            |                            |                            |                            |                            |                            |
| 7                            | Franck Ribéry                         | French                     | 1983 aprilie 7             | 2007                       | Marseille                  | 3(1)                       | 1                          | 0                          | 0                          | 2                          | 0                          |
| 10                           | Arjen Robben                          | Dutch                      | 1984 ianuarie 23           | 2009                       | Real Madrid                | 2                          | 1                          | 0                          | 0                          | 1                          | 1                          |
| 14                           | Takashi Usami                         | Japanese                   | 1992 mai 6                 | 2011                       | Gamba Osaka                | 0(1)                       | 0                          | 0                          | 0                          | 0                          | 0                          |
| 23                           | Danijel Pranjić                       | Croatian                   | 1981 decembrie 2           | 2009                       | Heerenveen                 | 0                          | 0                          | 0(1)                       | 0                          | 0                          | 0                          |
| 27                           | David Alaba                           | Austrian                   | 1992 iunie 24              | 2008                       | Junior Team                | 1(1)                       | 0                          | 1                          | 0                          | 0(1)                       | 0                          |
| 30                           | Luiz Gustavo                          | Brazilian                  | 1987 iulie 23              | 2011                       | 1899 Hoffenheim            | 2(1)                       | 1                          | 1                          | 0                          | 2                          | 0                          |
| 31                           | Bastian Schweinsteiger (vice-captain) | German                     | 1984 august 1              | 1998                       | Junior Team                | 4                          | 0                          | 1                          | 1                          | 2                          | 1                          |
| 39                           | Toni Kroos                            | German                     | 1990 ianuarie 4            | 2006                       | Junior Team                | 2(1)                       | 0                          | 1                          | 0                          | 2                          | 0                          |
| 44                           | Anatoliy Tymoshchuk                   | Ukrainian                  | 1979 martie 30             | 2009                       | Zenit St. Petersburg       | 2                          | 0                          | 0(1)                       | 0                          | 0(1)                       | 0                          |
| Atacanți                     |                                       |                            |                            |                            |                            |                            |                            |                            |                            |                            |                            |
| 9                            | Nils Petersen                         | German                     | 1988 decembrie 6           | 2011                       | Energie Cottbus            | 0(3)                       | 0                          | 0                          | 0                          | 0(1)                       | 0                          |
| 11                           | Ivica Olić                            | Croatian                   | 1979 septembrie 14         | 2009                       | Hamburg                    | 0(2)                       | 1                          | 0                          | 0                          | 0                          | 0                          |
| 25                           | Thomas Müller                         | German                     | 1989 septembrie 13         | 2000                       | Junior Team                | 4                          | 0                          | 1                          | 1                          | 1(1)                       | 0                          |
| 33                           | Mario Gómez                           | German                     | 1985 iulie 10              | 2009                       | Stuttgart                  | 4                          | 4                          | 1                          | 1                          | 2                          | 1                          |
| Last updated: 27 august 2011 |                                       |                            |                            |                            |                            |                            |                            |                            |                            |                            |                            |

## Golgeter
| Scorer                 | Goals |
| ---------------------- | ----- |
| Mario Gómez            | 6     |
| Arjen Robben           | 2     |
| Bastian Schweinsteiger | 2     |
| Daniel van Buyten      | 1     |
| Luiz Gustavo           | 1     |
| Thomas Müller          | 1     |
| Ivica Olic             | 1     |
| Franck Ribery          | 1     |

| Marcatori         | Goluri |
| ----------------- | ------ |
| Mario Gómez       | 4      |
| Daniel van Buyten | 1      |
| Luiz Gustavo      | 1      |
| Ivica Olic        | 1      |
| Franck Ribery     | 1      |
| Arjen Robben      | 1      |

| Marcatori              | Goluri |
| ---------------------- | ------ |
| Mario Gómez            | 1      |
| Arjen Robben           | 1      |
| Bastian Schweinsteiger | 1      |

| Marcatori              | Goluri |
| ---------------------- | ------ |
| Mario Gómez            | 1      |
| Thomas Müller          | 1      |
| Bastian Schweinsteiger | 1      |

## Jucători
La 14 July 2011.

## Primul 11
| Neuer Rafinha Boateng Lahm Schweinsteiger Luiz Gustavo Müller Robben Ribéry Mario Gómez |

| Număr tricou | Poziție pe teren | Naționalitate | Nume           | Jocuri în primul 11 | Observații |
| ------------ | ---------------- | ------------- | -------------- | ------------------- | ---------- |
| 1            | Portar           | Germania      | Neuer          | 6                   |            |
| 12           | Fundaș           | Brazilia      | Rafinha        | 5                   |            |
| 17           | Fundaș           | Germania      | Boateng        | 5                   |            |
| 28           | Fundaș           | Germania      | Badstuber      | 6                   |            |
| 21           | Fundaș           | Germania      | Lahm           | 6                   |            |
| 39           | Mijlocaș         | Brazilia      | Schweinsteiger | 5                   |            |
| 31           | Mijlocaș         | Germania      | Luiz Gustavo   | 6                   |            |
| 25           | Mijlocaș         | Germania      | Müller         | 5                   |            |
| 10           | Atancant         | Țările de Jos | Robben         | 3                   |            |
| 7            | Atacant          | Franța        | Ribéry         | 6                   |            |
| 33           | Exemplu          | Germania      | Mario Gómez    | 6                   |            |

### Champions League
Bayern München s-a calificat pentru runda play-off după ce a terminat pe locul 3 în Bundesliga sezonul 2010-2011.
| 17 august 2011Play-off | Bayern München               | 2 – 0    | Zürich | München                                                           |  |
| 19:45                  | Schweinsteiger 8' Robben 72' | (report) |        | Stadion: Allianz Arena Spectatori: 66.000 Arbitru: Alexei Nikolev |  |

| 23 august 2011Play-off | Zürich | 0 – 1  | Bayern München | Zürich                                       |  |
| 19:45                  |        | Report | Gómez 7'       | Stadion: Letzigrund Arbitru: Laurent Duhamel |  |

După ce a învins echipa Zürich în play-off a avansat în Grupa A din UEFA Champions League 2011–12.
| Team            | Pld | W | D | L | GF | GA | GD | Pts |
| --------------- | --- | - | - | - | -- | -- | -- | --- |
| Bayern München  | 0   | 0 | 0 | 0 | 0  | 0  | 0  | 0   |
| Villarreal      | 0   | 0 | 0 | 0 | 0  | 0  | 0  | 0   |
| Manchester City | 0   | 0 | 0 | 0 | 0  | 0  | 0  | 0   |
| Napoli          | 0   | 0 | 0 | 0 | 0  | 0  | 0  | 0   |

| Villarreal |        | Bayern München |
| ---------- | ------ | -------------- |
|            | Report |                |

| Bayern München |        | Manchester City |
| -------------- | ------ | --------------- |
|                | Report |                 |

| Napoli |        | Bayern München |
| ------ | ------ | -------------- |
|        | Report |                |

| Bayern München |        | Napoli |
| -------------- | ------ | ------ |
|                | Report |        |

| Bayern München |        | Villarreal |
| -------------- | ------ | ---------- |
|                | Report |            |

| Manchester City |        | Bayern München |
| --------------- | ------ | -------------- |
|                 | Report |                |